# Asatru Folk Assembly
La Asatru Folk Assembly o AFA (también nueva AFA) es una organización Ásatrúar con base en los Estados Unidos, fundada por Stephen McNallen en 1994. Es sucesora de la Asatru Free Assembly, fundada por McNallen en 1974 y disuelta en 1986, A su vez siendo ésta un desprendimiento del grupo llamado Viking Brotherhood, fundado por McNallen en 1971. La desaparecida Asatru Free Assembly es a veces diferenciada de la mordena Asatru Folk Assembly utilizando los términos "vieja AFA" y "nueva AFA", respectivamente.
Su actual director, Matthew Flavel, tomó las riendas de la organización tras una transferencia del mando en junio de 2016 por parte de Stephen McNallen, tomando así la organización un giro político hacia la extrema derecha.

## Historia
La AFA fue reconocida como una organización religiosa sin fines de lucro en los Estados Unidos. Tiene su sede en Grass Valley, California.
Desde 1997 a 2002, la AFA fue una organización miembro de la International Asatru-Odinic Alliance (IAOA).
En 1999, la AFA casi adquiere unas tierras en el norte de California, con el objetivo de formar un proyecto comunitario con espacio para la agricultura y el culto religioso. Sin embargo, la organización nunca tuvo el título legal sobre las tierras. Al prometer que el terreno sujeto a ser donado, algunos miembros de la AFA construyeron un hof simple allí, después de lo cual el propietario real de la tierra decidió no donarlo.
A fines de la década de 1990, la asamblea se involucró con la prolongada lucha por los restos del Hombre de Kennewick: afirmaron que estos eran los restos de un antepasado europeo y se les permitió acercarse, pero no tocar, el ataúd que lo retenía. Pruebas posteriores encontraron que el Hombre de Kennewick era genéticamente similar a los nativos americanos y a los Ainu.
En agosto de 2015, la AFA adquirió un antiguo Grange Hall en Brownsville, California, construido en 1938, para ser utilizado como un centro comunitario y de acogida bajo el nombre de Newgrange Hall Asatru Hof. Anteriormente era el Centro Juvenil de la Academia Cristiana de Mountaintop de California,  y en otro momento el Centro Juvenil Marge Moore. 
En mayo de 2017, Facebook eliminó el principal medio de comunicación social de la AFA, citando el discurso de odio como la razón. En 2018, fue catalogada como un grupo de odio, afiliado a ideales del Alt-Right, neonazis y neo-völkisch por el Southern Poverty Law Center. Esta clasificación se da tras múltiples escándalos por comentarios y publicaciones racistas hechas en sus redes sociales tras la transferencia de poder de Stephen McNallen a Matt Flavel

## Metas
Según su "Declaración de Propósitos", la AFA sostiene:
1. La práctica, promoción, desarrollo, y diseminación de la religión de Ásatrú.
2. La preservación de los Pueblos del Norte de Europa, tipificados por los Pueblos Escandinavos/Germánicos y Celtas, y el fomento de su continua evolución.
3. El llamado a todos nuestros hermanos y hermanas del Pueblo del Norte a retornar a ésta, su religión nativa y su modo de vida.
4. La restauración de la comunidad, el destierro de la alienación social, y el establecimiento de relaciones justas y naturales en nuestro pueblo.
5. La promoción de la diversidad entre los Pueblos de la Tierra, en oposición a la monocultura global.
6. El fomento en nuestro pueblo de un profundo amor por la Libertad y un desprecio hacia cualquier forma de tiranía.
7. La utilización de la ciencia y la tecnología en pos del bienestar de nuestro pueblo, manteniendo a su vez la armonía con el medio ambiente en el cual vivimos.
8. La exploración del universo, manteniendo así el espíritu aventurero de nuestra estirpe.
9. La afirmación de la eterna lucha por la vida, la bienvenida a los contratiempos como desafíos, el vivir la vida plenamente y con alegría, y el enfrentar la eternidad con coraje.

## Las nueve nobles virtudes
Ásatrú enseña que el objetivo de vivir es tener una vida útil y valiosa. Los ásatrúar valoran la libertad individual, limitada responsablemente.
Según algunas comunidades Ásatrú y Odinistas se rigen por las nueve virtudes, algunas comunidades expresan que son más y otras su ética la referencia simplemente en el poema del Hávamál. Todas las comunidades reconocen este poema como referencia ética y Asatru Folk Assembly las describe de esta manera:
- La Fuerza es mejor que la debilidad
- El Coraje es mejor que la cobardía
- La Alegría es mejor que la culpa
- El Honor es mejor que el deshonor
- La Libertad es mejor que la esclavitud
- El Parentesco es mejor que la alienación
- Ser Realista es mejor que ser dogmático
- El Vigor es mejor que la falta de vida
- La Ascendencia es mejor que el universalismo